# ساتورو أساري
ساتورو أساري (باليابانية: 浅利 悟) (مواليد 10 أبريل 1974)، هو لاعب كرة قدم ياباني سابق كان يلعب كلاعب وسط.

## وصلات خارجية
- ساتورو أساري على موقع رابطة كرة القدم اليابانية للمحترفين (اليابانية)
- ساتورو أساري على موقع قاعدة بيانات كرة القدم.إي يو (الإنجليزية)
- ساتورو أساري على موقع Soccerway.com (الإنجليزية)
- ساتورو أساري على موقع عالم كرة القدم.نت (الإنجليزية)